# 崔洪刚
崔洪刚（1961年5月—），山东淄博人，中华人民共和国政治人物。1982年11月加入中国共产党，1978年10月参加工作，研究生文化程度。曾任山东省泰安市委书记、市委党校校长（兼）。
2024年11月25日，威海市中级人民法院以受贿罪判处被告人崔洪刚有期徒刑十四年六个月，并处罚金人民币五百万元。

## 人物经历
崔洪刚是第十三届全国人大代表，山东省十次党代会代表，中国共产党山东省第十一届委员会委员，山东省第十三届人大代表，六届淄博市政协常委。淄博市十一届人大代表。2018年2月24日，当选为第十三届全国人大代表。
崔洪刚于2013年3月至2018年5月任山东省滨州市市长。2018年5月升任中共泰安市委书记。2021年8月，因年龄原因转任山东省人大常委会委员、法制委员会主任委员。2023年1月卸任，同年8月，崔洪刚因涉嫌严重违纪违法，接受山东省纪委监委纪律审查和监察调查。
2024年2月，崔洪刚被山东省纪委监委开除党籍和公职。山东省人民检察院以涉嫌受贿罪对崔洪刚作出逮捕决定。
2024年11月25日，威海市中级人民法院一审公开宣判崔洪刚受贿一案。以受贿罪判处被告人崔洪刚有期徒刑十四年六个月，并处罚金人民币五百万元；查封、扣押在案的赃款赃物依法没收，上缴国库。法院审理查明，2003年1月至2023年6月，崔洪刚利用职务便利，非法收受财物共计折合人民币5299万余元。